# Лицзянь-1
Лицзянь-1 (кит. упр. 力箭一号, пиньинь Lìjiàn yī hào, буквально: «Могучая стрела-1», также известна как Чжункэ-1, ZK-1, для международных рынков — Kinetica-1), — китайская коммерческая ракета-носитель лёгкого класса, созданная и эксплуатируемая космической исследовательской технической компанией «Чжункэ» (англ. CAS Space), основным собственником которой является Китайская академия наук (кит. упр. 中科院, пиньинь Zhōngkēyuàn, палл. Чжун Кэ Юань).
«Лицзянь-1» — четырёхступенчатая твердотопливная ракета высотой 30 метров и стартовой массой 135 тонн, способная выводить полезную нагрузку до 2000 кг на низкую орбиту высотой 200 км или до 1500 кг на солнечно-синхронную орбиту высотой 500 км. Первая и вторая ступени ракеты имеют диаметр 2.65 метра, третья — 2 метра и четвёртая — 1.35 метра. Головной обтекатель ракеты, в зависимости от размещаемой полезной нагрузки, может иметь диаметр 2.65 или 3.35 метра. Двигатель первой ступени развивает тягу 200 тонн, двигатели следующих ступеней — 100, 50 и 10 тонн соответственно.
Запуски «Лицзянь-1» производятся из экспериментальной зоны космодрома Цзюцюань, предназназначенной для коммерческих ракет-носителей. По конструкции и характеристикам «Лицзянь-1» близка к другому китайскому твердотопливному носителю «Цзелун-3», созданному позже и использующему, предположительно, те же двигатели. Из твердопливных ракет-носителей других стран примерным аналогом «Лицзянь-1» по своим возможностям является европейская «Вега». На момент создания «Лицзянь-1» была самой мощной твердотопливной ракетой Китая и, вместе с аналогичной по возможностям «Цзелун-3», оставалась таковой до запуска в январе 2024 году самого мощного в мире твердотопливного носителя Gravity-1.
Первый запуск «Лицзянь-1» состоялся 27 июля 2022 года, на солнечно-синхронную орбиту было выведено 6 спутников экспериментального назначения. По состоянию на август 2025 года осуществлено 8 запусков «Лицзянь-1», из них один неудачный.
В 2022 году компанией «Чжункэ» объявлялось о создании более тяжелой модификации «Лицзянь-1А» (другое название — «Чжункэ-2»), первая ступень которой должна состоять из четырёх (по другим данным — из трёх) параллельных твердотопливных блоков, а третья ступень иметь увеличенный диаметр. Такой носитель должен выводить до 8000 кг на орбиту высотой 400 км и мог бы использоваться для снабжения китайской космической станции. Однако по состоянию на 2025 год такой носитель не создан.